# Bolitoglossa cataguana
Bolitoglossa cataguana é uma espécie de anfíbio caudados da família Plethodontidae. Está presente nas Honduras. Não foi ainda avaliada pela UICN.